# 志賀こず江
志賀 こず江（しが こずえ、1948年11月23日 - ）は、弁護士（第一東京弁護士会所属）。慶應義塾大学法学部卒業。元検察官。元国際線客室乗務員。東京都出身。

## 概略
1948年東京に生まれる。高校卒業後、経済的理由で進学を諦め、日本航空の国際線客室乗務員になる。約2年間勤務したのち、21歳で職場結婚。退職して専業主婦になり、結婚4年めから慶應義塾大学法学部（甲類）で法律を学び始める。主婦業と全盲になった実母の介護の傍ら、13年間受験勉強をし、1990年司法試験に合格。1993年に検事になり、横浜地検、川崎支部、東京地検を経て、1998年に退官、弁護士となる。

## 経歴

### 学歴
- 1967年　東京都立白鷗高等学校卒業
- 1973年　慶應義塾大学法学部入学
- 1977年　慶應義塾大学法学部卒業

### 職歴
- 1967年　10月、日本航空入社（国際線客室乗務員として勤務）
- 1969年　結婚のため退社
- 1990年　司法試験合格
- 1991年　司法修習45期（同期に葉玉匡美）修了し、検事任官
- 1993年　横浜地方検察庁検事
- 1997年　東京地方検察庁検事
- 1998年　第一東京弁護士会登録
- 1999年　志賀法律事務所設立
- 2002年　サン綜合法律事務所設立（パートナー）
- 2004年　日本興亜損害保険株式会社社外監査役
- 2005年　カブドットコム証券株式会社社外取締役
- 2005年　白石綜合法律事務所パートナー
- 2007年　ＦＸプライム株式会社社外監査役
- 2007年　特種東海ホールディングス株式会社社外監査役
- 2009年　株式会社東横イン社外取締役
- 2010年　株式会社新生銀行社外監査役
- 2015年　特種東海製紙株式会社社外取締役
- 2015年　リコーリース株式会社社外取締役
- 2016年　川崎汽船株式会社社外監査役
- 2019年    白石総合法律事務所オフ・カウンセル
- 2020年    川崎汽船株式会社社外取締役
- 2022年    岡総合法律事務所弁護士

## テレビ出演
- 『ワイド!スクランブル』（テレビ朝日）
- 『真相報道 バンキシャ!』（日本テレビ）
- 『Nスタ』（TBS） - コメンテーター

## ラジオ出演
- 『テレフォン人生相談』（ニッポン放送制作、NRNネット） - 回答者

## 著書
- 『ピアノがうるさい!―主婦弁護士・志賀こず江の法律相談』（中経出版、2003年）
- 『ほかの誰でもない私をさがして―スチュワーデス、弁護士になる』（講談社、2004年）
- 『弁護士のしごと（15歳からの「仕事」の教科書 2）』（丸善、2008年）